# Alexandre Nachi
Alexandre Nachi est un acteur canadien, né le 16 août 1993 à Montréal et grandi à Sainte-Julie, Québec. Il est connu pour son rôle de soutien d'Arturo dans le film 1991 de Ricardo Trogi, pour lequel il a été nommé au Prix Iris du meilleur acteur de soutien aux 21e Prix du cinéma québécois en 2019.
Nachi a commencé sa carrière en tant qu'enfant acteur, apparaissant dans des séries télévisées telles que Sam Chicotte. Il est également apparu dans des films tels que Emotional Arithmetic, Stonewall, Allure, Fabuleuses, Mort d'un séducteur ( Death of a Ladies' Man) et Arlette, et plus récemment dans la série télévisée Les Mecs.